# Dittenheim
Dittenheim är en kommun och ort i Landkreis Weißenburg-Gunzenhausen i Regierungsbezirk Mittelfranken i förbundslandet Bayern i Tyskland.
Kommunen ingår i kommunalförbundet Altmühltal tillsammans med köpingen Markt Berolzheim och kommunerna Alesheim och Meinheim.